# Kanton La Haye-Pesnel
Der Kanton La Haye-Pesnel war von 1790 bis 2015 ein französischer Wahlkreis im Arrondissement Avranches, im Département Manche und in der ehemaligen Region Basse-Normandie; sein Hauptort war La Haye-Pesnel. Der Kanton war 122 km² groß und hatte 7496 Einwohner (Stand 2012).

## Gemeinden
Der Kanton umfasste Wahlberechtigte aus 15 Gemeinden:
| Gemeinde              | Einwohner Jahr | Fläche km² | Bevölkerungsdichte | Code INSEE | Postleitzahl |
| --------------------- | -------------- | ---------- | ------------------ | ---------- | ------------ |
| Beauchamps            | 370 (2013)     | –          | – Einw./km²        | 50038      | 50320        |
| Les Chambres          | 137 (2013)     | –          | – Einw./km²        | 50114      | 50320        |
| Le Grippon            | 352 (2013)     | –          | – Einw./km²        | 50115      | 50320        |
| Équilly               | 186 (2013)     | –          | – Einw./km²        | 50174      | 50320        |
| Folligny              | 1064 (2013)    | –          | – Einw./km²        | 50188      | 50320        |
| La Haye-Pesnel        | 1365 (2013)    | –          | – Einw./km²        | 50237      | 50320        |
| Hocquigny             | 184 (2013)     | –          | – Einw./km²        | 50247      | 50320        |
| La Lucerne-d’Outremer | 861 (2013)     | –          | – Einw./km²        | 50281      | 50320        |
| Le Luot               | 248 (2013)     | –          | – Einw./km²        | 50282      | 50870        |
| La Mouche             | 228 (2013)     | –          | – Einw./km²        | 50361      | 50320        |
| La Rochelle-Normande  | 322 (2013)     | –          | – Einw./km²        | 50434      | 50530        |
| Saint-Jean-des-Champs | 1361 (2013)    | –          | – Einw./km²        | 50493      | 50320        |
| Le Parc               | 904 (2013)     | –          | – Einw./km²        | 50535      | 50870        |
| Subligny              | 352 (2013)     | –          | – Einw./km²        | 50584      | 50870        |
| Le Tanu               | 372 (2013)     | –          | – Einw./km²        | 50590      | 50320        |